# Cametá
Cametá é um município do estado do Pará, no Brasil. Faz parte da mesorregião do Nordeste Paraense e é sede da microrregião de mesmo nome. Localiza-se a uma latitude 02º14'40" sul e a uma longitude 49º29'45" oeste, estando a uma altitude de 10 metros. Sua população estimada em 2020 era de 139.364 habitantes. Possui uma área de 3 081,367 quilômetros quadrados.
É uma das cidades mais antigas do estado do Pará e do Brasil e desempenhou papel crucial na Cabanagem, quando chegou a ser capital da Província do Grão-Pará. Seus inúmeros bens culturais materiais e imateriais lhe renderam o título de Patrimônio Histórico Nacional.

## Etimologia
A palavra "Cametá" vem do tupi "Ka'a" (floresta, mato, vegetação densa) e "Mutá" (degrau, palanque, elevação), logo, Cametá, numa tradução livre significa "degrau da floresta".
Os povos nativos que habitavam a região eram chamados de "camutás", pelos tupinambás, pois moravam em casas construídas nos topos das árvores, que facilitavam a caça de animais.

## História

### Incursões coloniais
Em 1612 os franceses haviam estabelecido o Forte de São Luís do Maranhão, no projeto colonial da França Equinocial, rumando a partir do ano de 1613 para terras a oeste, alcançando o rio Tocantins. Chegando à região de Cametá, os franceses fizeram contato com os indígenas formando um pequeno posto colonial com alguns homens. A expulsão dos franceses de São Luís apenas dois anos mais tarde deixa sem saída os soldados ali destacados, conseguindo estes deixar a região somente anos mais tarde.
Em 1617, frei Cristóvão de São José, religioso dos Padres Capuchos da Província de Santo Antônio, subiu o Rio Tocantins, desembarcando na margem esquerda. Foi o início da evangelização dos índios camutás. Aos poucos nativos passaram a habitar junto à ermida que havia  construído.

### Fixação portuguesa e quilombos
No ano de 1632, o capitão-mor Feliciano Coelho de Carvalho, organizou uma expedição para combater os estrangeiros que invadiam a região. Em 1635, Feliciano, foi nomeado como o primeiro Capitão-mor da Capitania de Camutá. Também naquele ano, o povoado foi elevado à categoria de vila com o nome de "Vila Viçosa de Santa Cruz de Camutá", tendo São João Batista, como santo padroeiro.
Em 26 de outubro de 1637, foi publicada uma Carta Régia que demarcou a Capitania.
Os judeus sefarditas desempenharam um papel importante para o desenvolvimento da cidade, quando chegaram as primeiras famílias portuguesas Albuquerque, Coelho e Carvalho na região. Essas famílias descendiam de judeus portugueses que foram expulso de sua terras em 1496, a expulsão de todos os hebreus que não se sujeitassem ao batismo católico. Assim, numerosos judeus foram expulsos de Portugal nos finais do século XV e inícios do século XVI.
De Cametá, saíram várias expedições exploratórias, como a de Pedro Teixeira, em 1673, com o padre Antônio Vieira. No começo do século XVIII, verificou-se a mudança da vila do local onde havia sido erguida inicialmente para onde hoje está a cidade, lugar chamado pelos índios de "Murajuba" por causa do fenômeno natural da erosão de sua ribanceira (margem).
Os quilombos surgidos na região de Cametá, dos escravos que trabalhavam nas plantações de cana-de-açúcar, mostraram alto grau de organização como foi o caso do Mola, liderado por figuras como Felipa Maria Aranha. Formado inicialmente por 300 negros, nas cercanias de 1750, no passado foi uma cidade-Estado, aos moldes de uma república, que contava com um elevado nível de organização para a época, tendo para tal um código civil, uma força policial e um sistema de representação direta.
 
Da localidades de Cametá, Tucuruí e Baião partiam as principais expedições contra os negros fugidos da escravidão, bem como para captura de índios para o trabalho escravo.
A Confederação do Itapocu, formada por cinco quilombos, tendo como capital virtual o Mola,, empreendeu severas derrotas às forças portuguesas e aos capitães do mato, nunca sendo derrotada.

### Papel na Cabanagem
Em 1823, ocorriam, no Pará, lutas entre nacionalistas e conservadores, pois os portugueses continuavam a assumir os cargos de maior expressão no Governo da Província mesmo depois da Independência do Brasil, ocorrida um ano antes. Vários motins se sucederam, ora dirigidos por uma corrente, ora por outra. Nesse mesmo ano, ocorreu um fato que veio a acirrar mais ainda o ódio dos nativos contra os estrangeiros. O fato teve, como principal agente, o oficial inglês John Pascoe Grenfell e constituiu em mortes ocorridas no brigue Palhaço, o que elevou ao auge o descontentamento dos nacionalistas. Nasceu assim a Cabanagem, explosão cívica de maior repercussão revolucionária na história da Amazônia e do Brasil Regência.
A cidade de Cametá teve papel destacado durante todo o movimento. Foi de Cametá que Ângelo Corrêa saiu para Belém, atendendo ao chamado do Governo Cabano chefiado por Antônio Vinagre, para assumir a presidência da província. Após uma série de desentendimentos, no entanto, não pôde assumir o governo, e retornou a Cametá, onde, deliberadamente, tomou posse do cargo perante a Câmara Municipal. Assim, por um breve período, Cametá foi a sede do Governo da Província.

### Pós-cabanagem até 1970

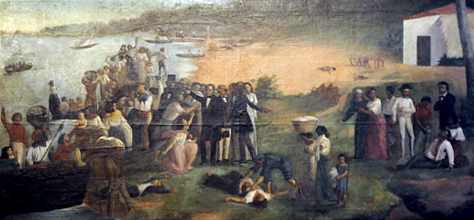
"Cólera-morbo", quadro de Constantino Pedro Chaves da Motta pertencente ao acervo do Museu Histórico de Cametá

Somente em 21 de outubro de 1848, Cametá obteve o estatuto de cidade, embora já sediasse as instituições municipais. Neste período, era uma das mais ricas e importantes cidades do norte do Brasil.
O município passou pelos ciclos econômicos típicos da Amazônia. Favoreceu-se bastante nos ciclos da borracha e do cacau. O último, com bastante importância local, foi o da pimenta-do-reino, embora oficialmente não seja caracterizado propriamente como um ciclo. Esses ciclos geraram algumas melhorias nas condições de vida da população.

### Década de 1970 - presente

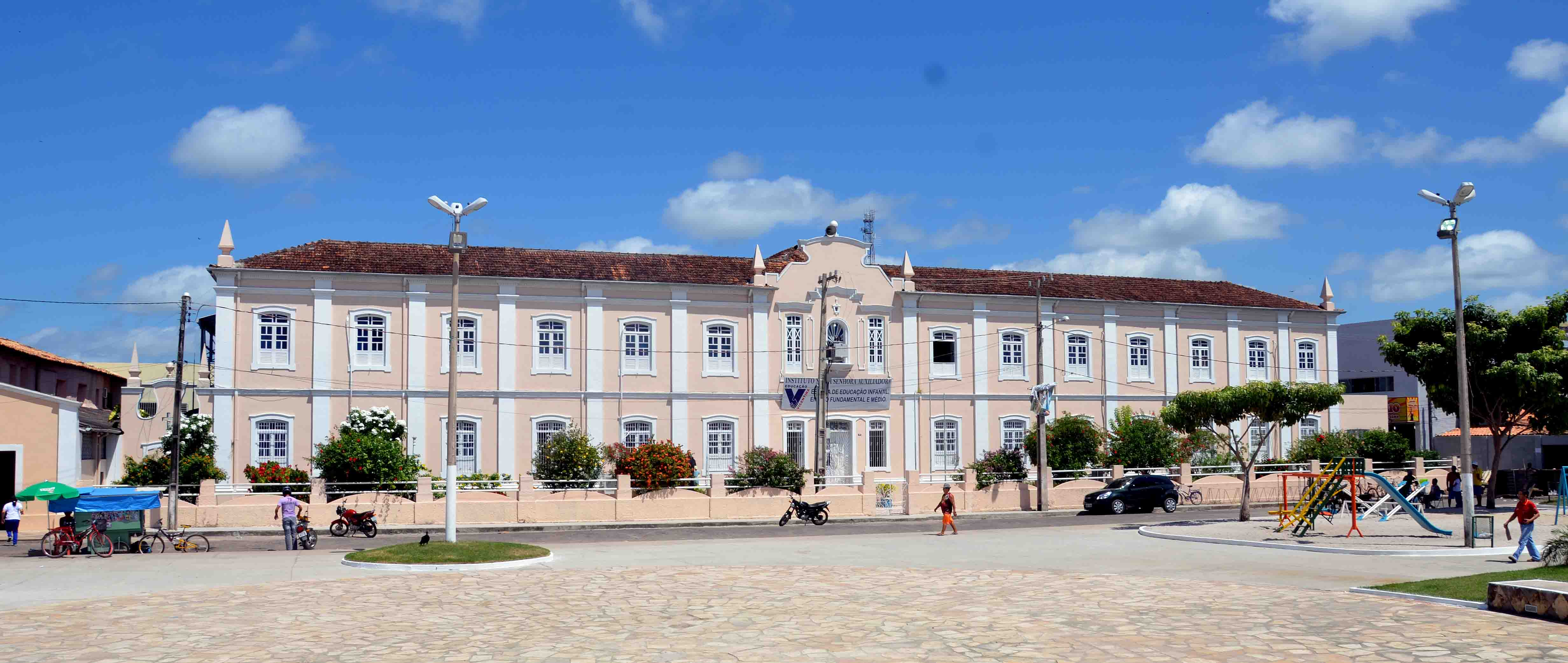
Grupo Escolar em Cametá

Por meio da utilização da energia elétrica, proveniente da Usina Hidrelétrica de Tucuruí, que represou o Rio Tocantins, busca-se atrair capital para geração de renda e produção na cidade e nas vilas que também foram beneficiadas. Um exemplo desse movimento é a Fazenda Dulluca, que, através da fruticultura, gera de trabalho e renda para a comunidade Livramento.
Apesar de a cidade de Cametá ter sido declarada Patrimônio Histórico Nacional, poucos são os benefícios advindos disso que possam fomentar a atividade econômica do turismo. Não é visível a preservação dos prédios públicos e, particularmente, dos de real valor histórico no município. A Câmara Municipal está praticamente em ruínas. Alguns documentos históricos estão no Museu de Cametá, embora sem catalogação.
Parte do casario antigo da Primeira Rua foi demolido ou assolado pela erosão do rio, que já desgastou muito a orla da cidade. Ainda há a destacar os prédios antigos, como as igrejas de Nossa Senhora do Perpétuo Socorro, da Aldeia, da Matriz, o Grupo Escolar Dom Romualdo de Seixas e a Prefeitura. Esses prédios integram um roteiro turístico chamado de Museu Contextual, organizado pela Secretaria de Cultura.

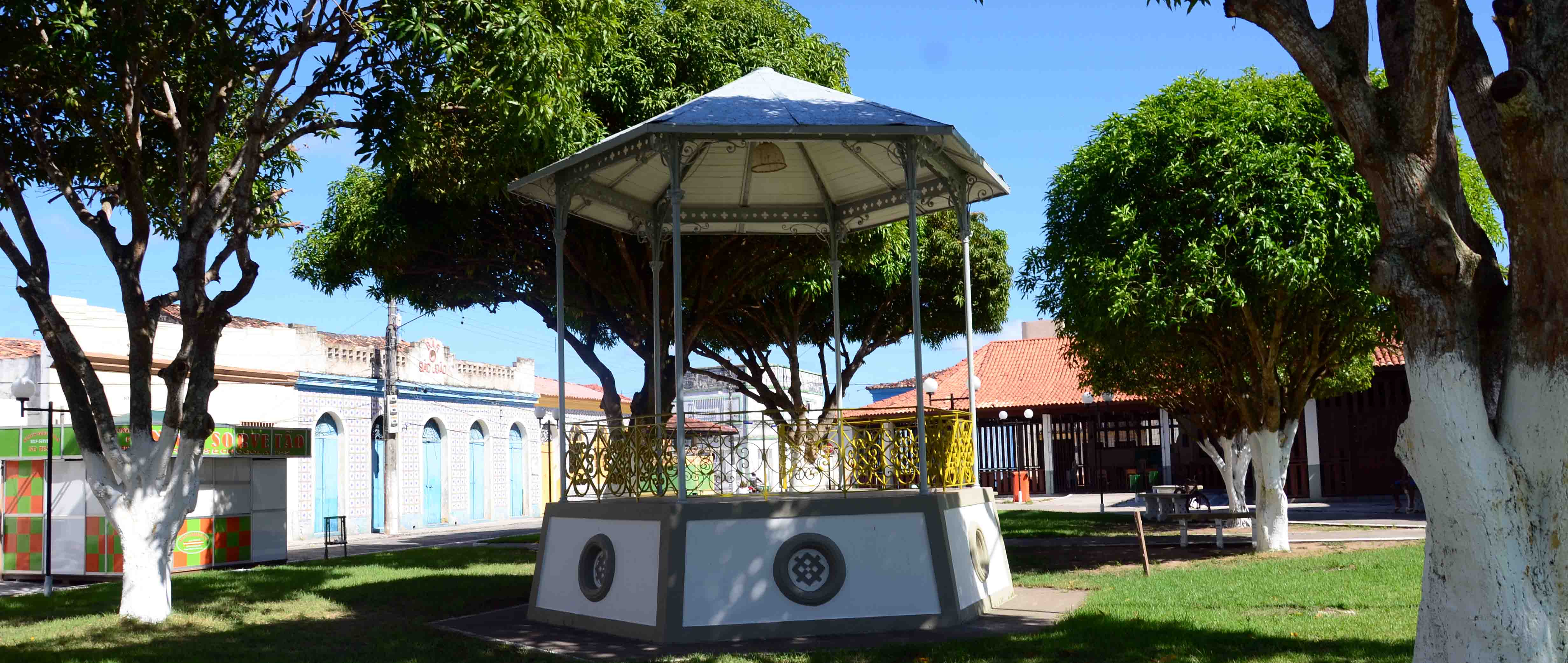
Coreto em Cametá

## Geografia
Cametá limita-se ao norte com o município de Limoeiro do Ajuru, ao nordeste e leste com Igarapé-Miri, ao sul com Mocajuba e ao oeste com Oeiras do Pará. Para fins estatísticos, localiza-se na região geográfica Imediata de Cametá e na Intermediária de Belém.

### Clima
Segundo dados do Instituto Nacional de Meteorologia (INMET), desde 1970 a menor temperatura registrada em Cametá foi de 16,4 °C em três ocasiões, todas em 1970, sendo uma em 17 de setembro e as outras duas em outubro, nos dias 6 e 10, e a maior atingiu 37,9 °C em 5 de janeiro de 1979. O maior acumulado de precipitação em 24 horas foi de 261,1 milímetros (mm) em 29 de novembro de 1973. Outros grandes acumulados iguais ou superiores a 150 mm foram 190 mm em 25 de janeiro de 2010, 180,6 mm em 20 de fevereiro de 2017, 175 mm em 18 de março de 1991, 155,7 mm em 27 de outubro de 1983 e 150,6 mm em 14 de janeiro de 1987. Março de 1996, com 684,3 mm, foi o mês de maior precipitação.
| Dados climatológicos para Cametá | Dados climatológicos para Cametá | Dados climatológicos para Cametá | Dados climatológicos para Cametá | Dados climatológicos para Cametá | Dados climatológicos para Cametá | Dados climatológicos para Cametá | Dados climatológicos para Cametá | Dados climatológicos para Cametá | Dados climatológicos para Cametá | Dados climatológicos para Cametá | Dados climatológicos para Cametá | Dados climatológicos para Cametá | Dados climatológicos para Cametá |
| Mês | Jan                              | Fev                              | Mar                              | Abr                              | Mai                              | Jun                              | Jul                              | Ago                              | Set                              | Out                              | Nov                              | Dez                              | Ano                              |
| --- | -------------------------------- | -------------------------------- | -------------------------------- | -------------------------------- | -------------------------------- | -------------------------------- | -------------------------------- | -------------------------------- | -------------------------------- | -------------------------------- | -------------------------------- | -------------------------------- | -------------------------------- |
| Temperatura máxima recorde (°C) | 37,9                             | 35,1                             | 35,6                             | 35,3                             | 35,8                             | 36,7                             | 35,7                             | 36,5                             | 36,1                             | 36,1                             | 36,3                             | 36,1                             | 37,9                             |
| Temperatura máxima média (°C) | 31,8                             | 31,5                             | 31,6                             | 31,9                             | 32,4                             | 32,9                             | 33                               | 33,2                             | 33,2                             | 33,2                             | 33,1                             | 32,6                             | 32,5                             |
| Temperatura média compensada (°C)                                                                                                   | 26,6                             | 26,3                             | 26,4                             | 26,6                             | 26,9                             | 27,1                             | 27,1                             | 27,5                             | 27,7                             | 27,9                             | 28                               | 27,4                             | 27,1                             |
| Temperatura mínima média (°C) | 23,1                             | 23                               | 23                               | 23,2                             | 23,3                             | 23,1                             | 23                               | 23,2                             | 23,6                             | 23,8                             | 24                               | 23,7                             | 23,3                             |
| Temperatura mínima recorde (°C) | 19                               | 19                               | 18,4                             | 20                               | 18,2                             | 19                               | 17,8                             | 17,4                             | 16,4                             | 16,4                             | 18,2                             | 19,2                             | 16,4                             |
| Precipitação (mm) | 303,3                            | 370,5                            | 422,2                            | 382,3                            | 331,4                            | 187,9                            | 139,2                            | 88,2                             | 63,4                             | 61,2                             | 76,2                             | 165,7                            | 2 591,5                          |
| Dias com precipitação (≥ 1 mm) | 19                               | 21                               | 24                               | 23                               | 21                               | 15                               | 12                               | 9                                | 6                                | 6                                | 6                                | 12                               | 174                              |
| Umidade relativa compensada (%) | 86,5                             | 88,4                             | 89,1                             | 88,9                             | 87,6                             | 84,8                             | 83,7                             | 83                               | 80,9                             | 79,7                             | 79,9                             | 82,9                             | 84,6                             |
| Insolação (h) | 177,6                            | 145,1                            | 161,3                            | 169                              | 207,6                            | 238,5                            | 265,9                            | 278,7                            | 260,9                            | 255,3                            | 214,7                            | 193,2                            | 2 567,8                          |
| Fonte: Instituto Nacional de Meteorologia (INMET) (normal climatológica de 1981-2010; recordes de temperatura: 01/05/1970-presente) |                                  |                                  |                                  |                                  |                                  |                                  |                                  |                                  |                                  |                                  |                                  |                                  |                                  |

### Hidrografia
O principal acidente geográfico do território cametaense é também o maior dos cursos de água que cortam a municipalidade, o rio Tocantins. À altura do porto de Cametá, o rio Tocantins mede, de uma margem a outra em linha reta, cerca de 12 km. Além do Tocantins, há também o importante rio Cupijó, bem como diversos cursos de água menores.

### Arquipélago
O território cametaense é composto por um conjunto de ilhas que são chamados de Arquipélago de Cametá, um grande arquipélago fluvial do rio Tocantins que estende-se desde altura da cidade de Limoeiro do Ajuru (norte) até a altura da cidade de Mocajuba (sul). As principais ilhas do município são: Ajaraí, Cação, Cacoal, Cuxipiarí, Cuxipiarí, Carmo, Itanduba, Juruateua, Mapeuá, Papateua, Patrimônio, Grande, Praticaia, Furtados, Mutuacá de Baixo, Mendaruçu
de Cima, Pacuí, Juba, Marinteua, Turema, Tamanduá e Joroca.

## Infraestrutura

### Transportes
Uma das vias de transporte de passageiros e cargas mais importantes do município é a fluvial, feita principalmente pela navegação no Rio Tocantins. Tanto que na cidade de Cametá está em funcionamento o Porto de Cametá, uma facilidade logística de médio porte vital para esta localidade. Outros portos importantes, mas de pequeno porte, são: Porto de Juaba (distrito de Juaba), Porto de Curuçambaba (distrito de Curuçambaba) e Porto de Carapajó (distrito de Carapajó).
A principal via de transporte rodoviário que serve ao município é a rodovia federal BR-422, que liga Cametá à Limoeiro do Ajuru, ao norte, e; a Tucuruí, ao sul. Outra via importante é a rodovia estadual PA-379, que liga Cametá a Oeiras do Pará. O município de Cametá ainda é cortado por outras rodovias: PA-151 (leste municipal, dando acesso a Mocajuba e Igarapé-Miri), PA-467 (ligação distrito de Curuçambaba com PA-151) e
PA-469 (ligação distrito de Carapajó com PA-151).
Além dos modais fluvial e rodoviário, o município também dispõe de um aeródromo.

### Educação
O município conta com diversas instituições de ensino superior, dentre as quais destacam-se as universidades públicas, sendo elas: Universidade do Estado do Pará (UEPA), Universidade Federal do Pará (UFPA) e Instituto Federal do Pará (IFPA). A cidade também possui polos de educação à distância e semi-presenciais como o Centro Universitário Leonardo Da Vinci (UNIASSELVI), a Universidade da Amazônia (UNAMA), a Universidade Norte do Paraná (UNOPAR), a Universidade Paulista (UNIP), o Centro Universitário Internacional (UNINTER), dentre outras.

### Segurança
Cametá conta com o 32° Batalhão da Polícia Militar do Pará, uma Delegacia de Polícia Civil, o 22º Grupamento Bombeiro Militar, um Corpo de Bombeiros Militar e um Tiro de Guerra da 8ª Região Militar do Estado do Pará.

### Saúde
O município conta com o Hospital Regional de Cametá, que recebe pacientes da sede, distritos e vilas do município e de cidades vizinhas. Ele também possui uma Unidade de Pronto Atendimento (UPA) e o Hospital e Maternidade Santa Luiza de Marillac, administrado pelas Filhas da Caridade de São Vicente de Paulo.

## Cultura e lazer
O carnaval de Cametá é um evento muito importante para a cidade, conhecido como o melhor de todo o Pará. A cidade chega a dobrar o número de habitantes durante o evento.
Promovido pela Diocese de Cametá, a festividade do padroeiro municipal, São João Batista, no mês de junho, é a principal manifestação cultural-religiosa cametaense, assim também como a procissão de São Benedito.

## Política e administração
Desde 2021, o prefeito de Cametá é Victor Corrêa Cassiano, filiado ao Movimento Democrático Brasileiro (MDB), sucedendo José Waldoli Filgueira Valente, que por sua vez exerceu o mandato de 2017 a 2020. Em relação ao Poder Legislativo, 17 vereadores compõem a Câmara Municipal, que por sua vez é presidida por Jader Nabiça Alho (MDB), popularmente conhecido como Junior Mancha. O atual mandato (2025-2028) da Casa Parlamentar é composto pela seguinte divisão de cadeiras:
| Partido | Partido       | Vereadores |
|         | MDB           | 6          |
|         | PDT           | 2          |
|         | PSD           | 2          |
|         | UNIÃO         | 2          |
|         | Solidariedade | 2          |
|         | PCdoB         | 1          |
|         | PT            | 1          |
|         | PP            | 1          |
| Total   | Total         | 17         |

### Distritos
A nível de administração territorial, o município de Cametá compõe-se de um distrito urbano, correspondente a cidade de Cametá, e de nove distritos rurais, a saber:
| Distrito         | Sede                     |
| ---------------- | ------------------------ |
| Cametá           | Cidade de Cametá         |
| Carapajó         | Vila de Carapajó         |
| Curuçambaba      | Vila de Curuçambaba      |
| Juaba            | Vila de Juaba            |
| Bom Jardim       | Vila de Bom Jardim       |
| Areião           | Vila de Areião           |
| Torres de Cupijó | Vila de Torres de Cupijó |
| Januacoeli       | Vila de Joana Coeli      |
| Moiraba          | Vila de Moiraba          |
| Vila do Carmo    | Vila do Carmo            |

### Bairros
Além dos distritos, a cidade de Cametá (distrito-sede) é organizada nos bairros de São João Batista (Central), São Benedito, Baixa Verde, Aldeia, Brasília, Nova Esperança, Matinha, Santa Maria, Marambaia, Novo, Cidade Nova, Jardim Primavera, Nova Cametá e São Pedro.